# CAR-T
CAR T-cellen zijn een in 2018 ontwikkelde vorm van immuuntherapie tegen kanker. CAR staat voor Chimere Antigen Receptor.
T-cellen of T-lymfocyten zijn afweercellen die deel uitmaken van het menselijk immuunsysteem. Deze recent ontwikkelde vorm van therapie houdt in dat lichaamseigen T-cellen uit het lichaam gehaald worden en in een laboratorium genetisch gemodificeerd worden zodat ze specifieke eiwitten of antigenen herkennen. Zo kunnen ze kwaadaardige cellen die deze antigenen op hun oppervlak dragen efficiënter elimineren. De CAR T-cel-immuuntherapie is dus een behandeling op maat gemaakt van de individuele patiënt.

## Productie
Autologe CAR T-cellen worden gemaakt uit T-cellen van de patiënt. Om te beginnen worden witte bloedcellen bij de patiënt afgenomen (dit proces heet leukaferese). Uit het verkregen bloedproduct worden de T-cellen geïsoleerd en vervolgens geactiveerd en genetisch aangepast of gemodificeerd. Om een stabiele expressie van het CAR-gen te bekomen kunnen virale vectoren worden gebruikt. In een volgende stap worden de aangepaste T-cellen in kweek gebracht om onder gecontroleerde omstandigheden te groeien tot er voldoende cellen zijn voor een therapeutische dosis. Ten slotte worden ze opgezuiverd en vaak ook ingevroren voor transport terug naar het ziekenhuis van de patiënt.
In Gent(B) wordt gebouwd aan de eerste productiesite.

## Structuur

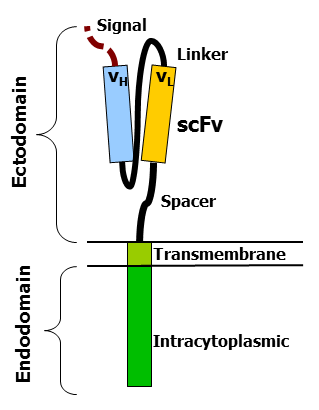
Schematische voorstelling van de structuur van een CAR

Een CAR is het resultaat van een constructie die bestaat uit:
1. een antigen-bindend domein (ectodomein) verantwoordelijk voor de herkenning van de doelwitcellen;
2. een transmembranair domein, het deel van de constructie dat door het celmembraan heen gaat;
3. een intracellulair domein (endodomein) dat aan de binnenzijde van de cel voor de activatie van de T-lymfocyt zorgt.

## Werking

### Actiemechanisme
De patiënt krijgt een dosis van honderdduizenden tot miljoenen CAR T-cellen geïnfundeerd. CAR T-cellen worden geactiveerd nadat een binding met het specifieke eiwit (bijvoorbeeld CD19) op de doelwitcellen tot stand komt, met als gevolg dat deze vernietigd worden.

### Nevenwerkingen
De activatie en proliferatie van CAR T-cellen is niet zonder risico. Twee specifieke nevenwerkingen zijn CRS (cytokine release-syndroom) en CRES (CAR T-cel-gerelateerd encefalopathiesyndroom). CRS wordt veroorzaakt door hoge concentraties aan cytokines die worden vrijgesteld door T-cellen die de doelwitcellen aanvallen. Als gevolg kan de patiënt te maken krijgen met een verlaagde bloeddruk, koorts en orgaanfalen, en kan opname op de afdeling Intensive care nodig zijn voor monitoring en behandeling. CRES kan gepaard gaan met neurologische en cognitieve afwijkingen (onder andere duizeligheid, afasie, ataxie, neuropathie). Ook hier kan opvolging op de intensive care nodig zijn. Ernstige gevallen van CRS of neurotoxiciteit kunnen levensbedreigend zijn en treden telkens op binnen de vier weken na de toediening van CAR T-cellen.